# Lingua mandaica
La lingua mandaica o mandea è la lingua del popolo dei Mandei, l'ultimo gruppo gnostico tuttora esistente, oggi diffuso principalmente in Iraq, Iran e in misura minore anche in Europa, Stati Uniti e Australia.
Essa è una varietà della lingua aramaica, scritta con una propria variante degli alfabeti aramaici in cui sono presenti anche le vocali (alfabeto mandaico), e con un vocabolario e una grammatica influenzati dalla lingua persiana.
Questa varietà è affine all'aramaico giudaico babilonese, con il quale fu redatta la Ghemara del Talmud babilonese ultimata nel VII sec. d.C.; fatti salvi il diverso alfabeto, il diverso ambiente culturale e soprattutto religioso, e le diverse influenze esterne, ebraiche per il Talmud e persiane per il mandeo.
Mentre il mandaico classico (codice ISO 639-3 myz) è la lingua liturgica usata per i riti religiosi, esiste una forma contemporanea detta "ratna" e conosciuta come neo-mandaico o mandaico moderno (codice ISO 639-3 mid) , parlato da una piccola parte dei Mandei nei pressi di Ahvaz, nella regione iraniana del Khūzestān. Uno dei primi dizionari di neo-mandaico, basato sul dialetto di Bàssora, fu composto in latino dal frate carmelitano Matteo di San Giuseppe nel 1649.
Coloro in grado di parlare il mandaico classico sono presenti soprattutto sempre in Iran, in Iraq (in particolare nel sud del paese) e nella diaspora.

## Letteratura
I testi principali della letteratura mandaica classica, varietà delle letterature aramaiche, furono:
- Ginza Rabba (Grande tesoro), raccolta di scritti sacri, divisa in due parti: Ginza Smala (Tesoro di sinistra) e Ginza Yamina (Tesoro di destra).
- Drašia d-Yahia (Libro di Giovanni Battista) che riflette un mondo di credenze dualistiche e gnostiche.
- Qulasta (Collezione), libro canonico delle preghiere.

## Galleria d'immagini

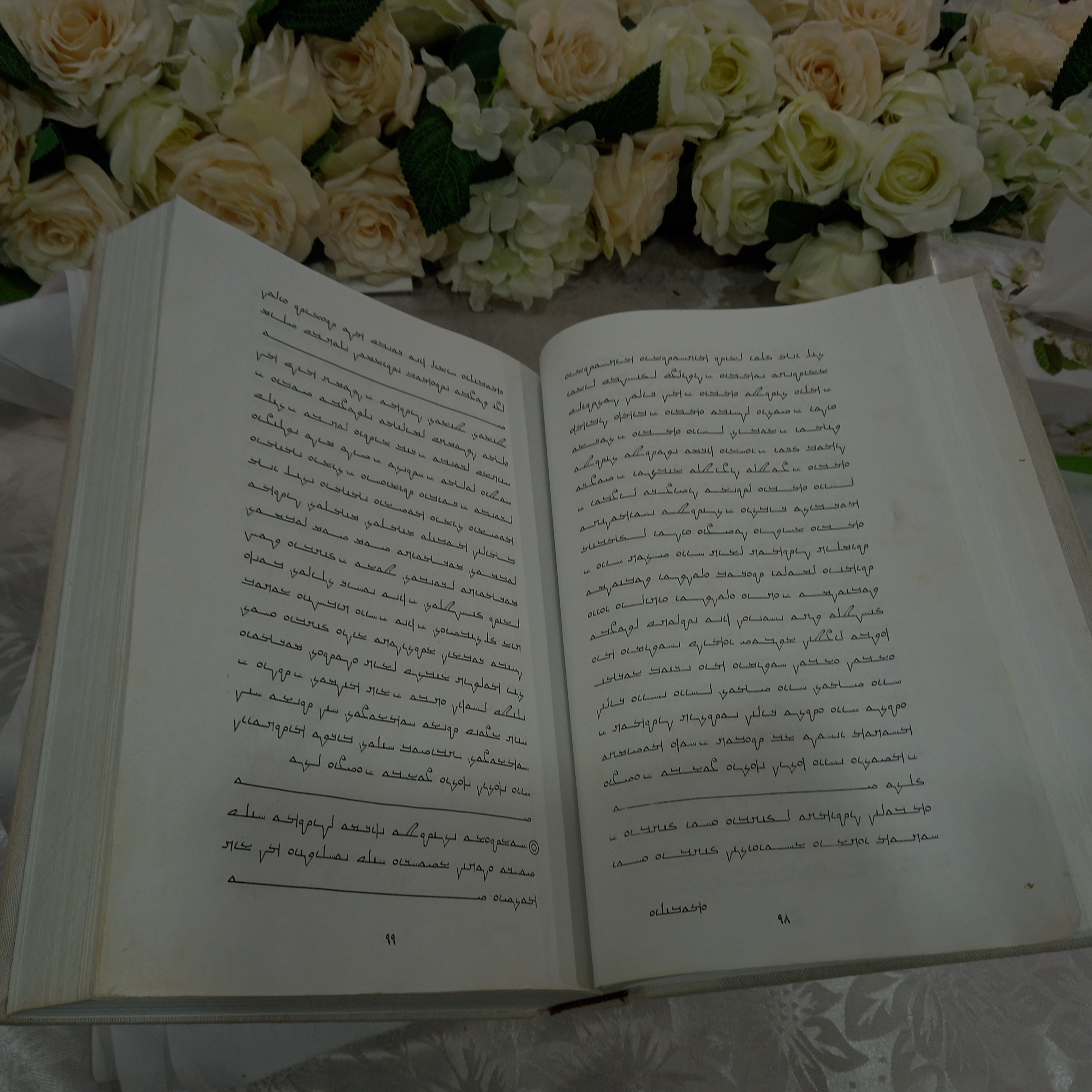
La Ginza Rabba
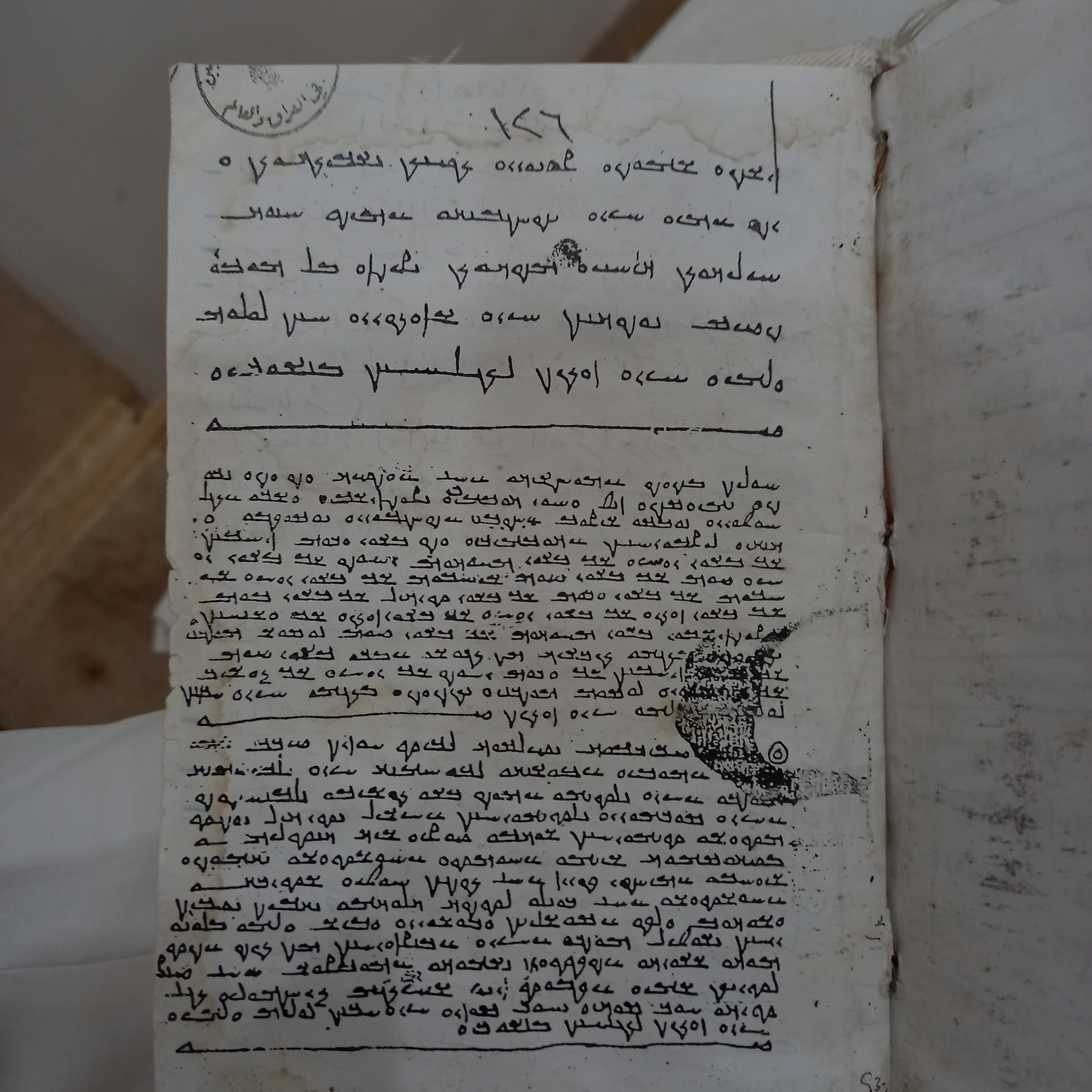
Libro di preghiere (parte del Qulasta)
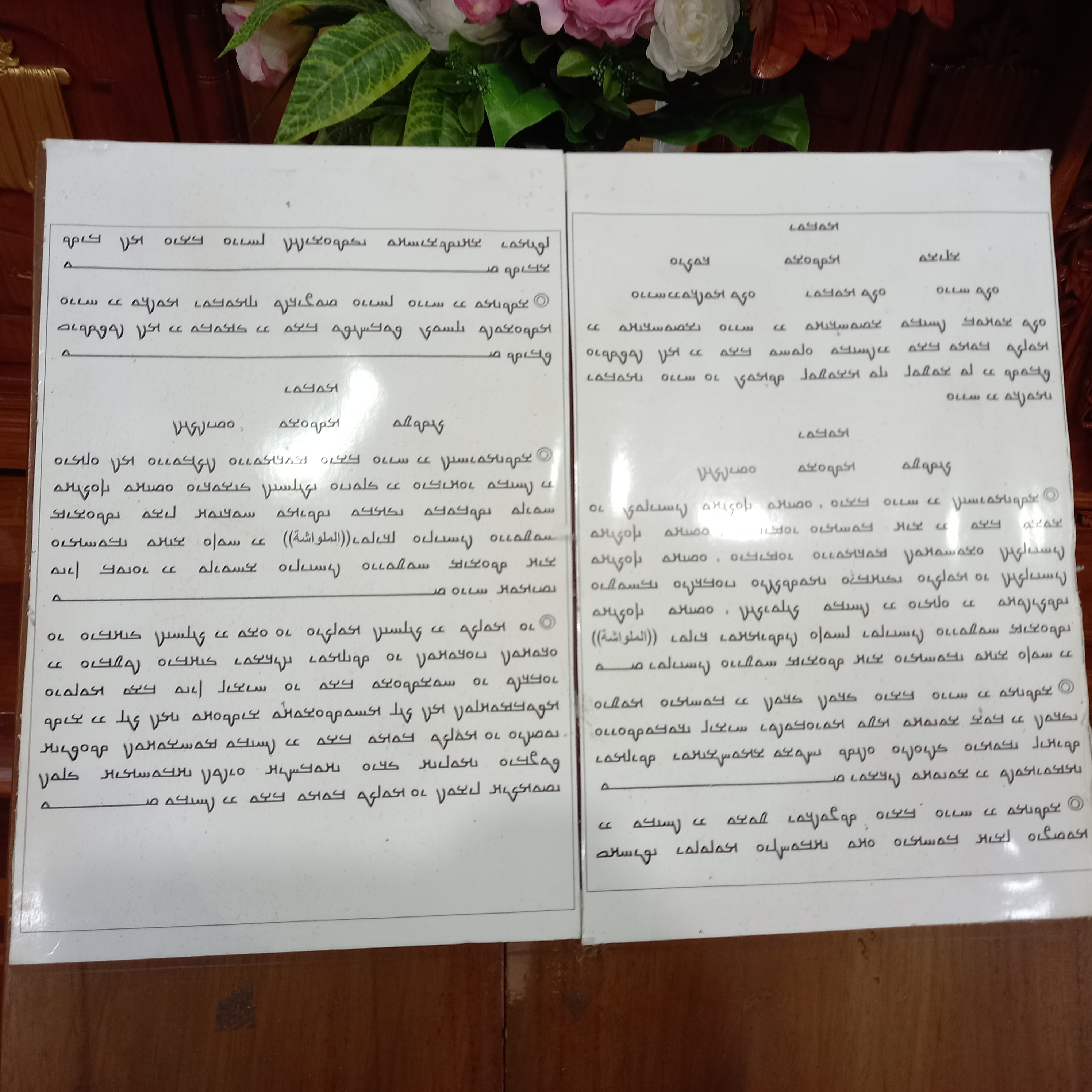
Libro liturgico mandeo